# Emaciación

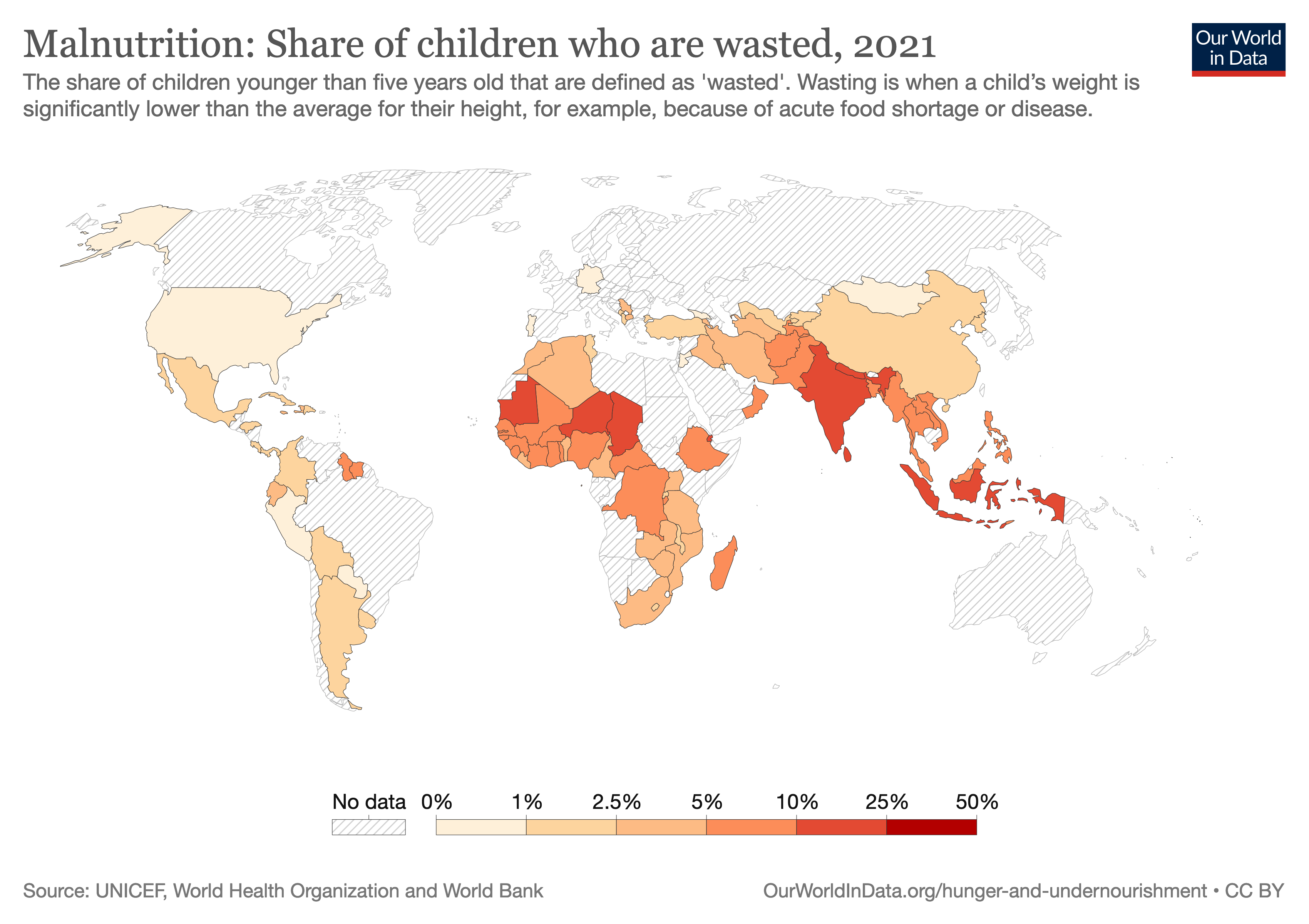
Gráfica del síndrome de la Emaciación en el mundo

La emaciación (del latín emaciare) se trata de un adelgazamiento patológico. El síndrome de emaciación, también conocido como síndrome consuntivo es la pérdida involuntaria de más del 10% del peso corporal (particularmente de masa muscular) y de por lo menos 30 días ya sean de diarrea o de debilidad, y fiebre. Antes de llegar a este punto, suele haber una pérdida de peso provocada por falta de comida, hambre prolongada o alguna enfermedad que impide alimentarse bien.

## Emaciación infantil
La emaciación infantil normalmente es causada por una ingesta insuficiente de nutrientes, por la absorción deficiente de los mismos o por una enfermedad repetida o de larga duración. Los niños y niñas con emaciación están demasiado delgados, su sistema inmunitario está débil y tienen un riesgo importante de morir.

## Emaciación en VIH
El síndrome de emaciación relacionado con el VIH es una afección característica del SIDA. El adelgazamiento característico de los pacientes por el virus de la inmunodeficiencia humana (VIH) constituye una entidad clínica de características propias. Los estados que contribuyen a este estado de emaciación son aquellos que disminuyen el consumo y aprovechamiento de los nutrientes y los que producen un aumento en el gasto energético.